# Pop Life (chanson)
Pour les articles homonymes, voir Pop Life.
Singles de Prince
Raspberry Beret
(1985) America
(1985)
Pop Life est une chanson de Prince et The Revolution publiée en single le 10 juillet 1985 extrait de l'album Around the World in a Day. La chanson démarre avec une ligne progressive de synthétiseur et commence rapidement par la mélodie principale. Le groove facile est réalisé avec une basse lisse et des embellissements de piano. Une boîte à rythmes procure les claquements de mains pour rendre la chanson dansante.
Le titre Pop Life a été enregistré avant que l'album Purple Rain ne soit terminé, indiquant la nouvelle direction que Prince a voulu prendre après le succès de cet album et du film. La batterie a été jouée par Sheila E. et les chœurs ont été réalisés par Wendy and Lisa. Le reste de la chanson a été exécuté par Prince. À la différence de la plupart des tubes de Prince, aucune vidéo musicale n'a été produite pour cette chanson.
La chanson est sortie en deux versions longues. La version 12" britannique dure 9 minutes environ, et se termine avec un son de synthé similaire à celle du début. La version américaine comporte un mélange de Sheila E., Fresh Dance Mix, qui comprend certaines parties de la version longue du single britannique. 
Le titre Hello a été publié sur la Face-B du single américain, titre que Prince a écrit rapidement en réponse à ceux qui ont critiqué son absence à l'évènement We Are the World. Les paroles furieuses réprimandent les médias indiscrets et les fausses amitiés, et sont conduits par un rythme palpitant. La version longue de la chanson se termine par un mot prononcé de Prince, qui contient de l'autodérision à propos de ses chaussures à talons hauts. La Face-B britannique est le titre Girl, qui est la Face-B américaine du single America.
Elvis Costello a une fois projeté de faire une reprise de Pop Life, avec des paroles modifiées, mais Prince a refusé. Costello a enregistré plus tard la chanson The Bridge I Burned, qui emprunte la progression d'accords de Pop Life.

## Liste des titres

### Vinyle 7"
| A. | Pop Life | 3:42 |
| B. | Girl     | 3:57 |

### Vinyle 12"
| A. | Pop Life (Fresh Dance Mix) | 6:16 |
| B. | Hello (Fresh Dance Mix)    | 6:38 |

| A. | Pop Life (Extended Version) | 9:07 |
| B. | Girl                        | 7:36 |

## Charts
| Pays             | Chart                         | Meilleure position | Réf   |
| ---------------- | ----------------------------- | ------------------ | ----- |
| États-Unis       | Billboard Hot 100             | 7                  | [ 4 ] |
| États-Unis       | Hot R&B/Hip-Hop Songs         | 8                  | [ 4 ] |
| États-Unis       | Dance Music/Club Play Singles | 5                  | [ 4 ] |
| États-Unis       | Hot Dance Singles Sales       | 1                  | [ 4 ] |
| Royaume-Uni      | UK Singles Chart              | 60                 | [ 5 ] |
| Nouvelle-Zélande | Rianz                         | 44                 | [ 6 ] |